# Acrodactyla rufithorax
Acrodactyla rufithorax är en stekelart som först beskrevs av Gyorfi 1944.  Acrodactyla rufithorax ingår i släktet Acrodactyla och familjen brokparasitsteklar. Inga underarter finns listade i Catalogue of Life.